# Разом нас бахато
Хип-хоп песма Разом нас бахато (укр. Разом нас багато) је била незванична химна Наранџасте револуције у Украјини 2004. Реп група Гринџоли (укр. Ґринджоли, срп. „Саонице") представљала је са овом песмом Украјину на 50. Песми Евровизије у Кијеву 2005.
Позната је и под дужим називом Разом нас багато, нас не подолати! (срп. Заједно нас је много, не могу нас победити), нимало случајно по угледу на песму антипиночеовског покрета отпора у Чилеу "el pueblo unido jamás será vencido" (срп. Сједињен народ никад неће бити поражен) Фредерика Ржевског. Аутор текста је Олег Лањак, ди-џеј радија "Західний полюс", а музике Роман Калин и Роман Кошћук из Гринџолија. Украјински национални емитер НТУ је за избор свог представника на 50. Песми Евровизије организовао чак 15 полуфинала, али је непосредно пред финале контроверзно изменио правила и додао у такмичење четири „џокер-песме“, међу којима и „Разом нас бахато“, која је затим у телегласању тесно победила до тада јасног фаворита Ани Лорак (2247 према 1952 гласа, са 342 за следећег најбољег). Овај догађај је широко окарактерисан као скандалозан вид „револуционарне правде“ новог руководства НТУ блиског новом председнику Јушченку, према Лорак за коју се сматрало да је подржавала пораженог Јануковича. Европска радиодифузна унија се, у складу са својом политиком, није уплитала али је захтевала темељну ревизију песме ради одстрањивања непосредног политичког навијања.
Гринџоли је песму преуредио тако да би она постала, на неки начин, химна свих „бораца за слободу“ широм света, а у том духу снимљен је и видео-спот и сачињена кореографија за живи наступ на Евровизији (пратећи вокали су били везани ланцима које су покидали на сцени). Основни текст певан је на енглеском и украјинском језику, али су поједини стихови-повици били на још чак шест језика. Разом нас бахато је достигла огромну популарност у Украјини и многим другим земљама, где су је радио-станице пуштале и неколико пута дневно, а са Интернета је преузета неколико милиона пута. Поред свега тога, и максималних 12 поена од Пољске, песма је у финалу Евровизије заузела тек 20. место.